# 3Д филм
Тродимензионални стереоскопски филм (познат и као тродимензионални филм, 3Д филм или С3Д филм) је филм који побољшава илузију перцепције дубине, додајући трећу димензију. Најчешћи приступ изради 3Д филмова потиче од стереоскопске фотографије. У овом приступу, систем камера се користи за снимање слика какве се виде из двије перспективе (или компјутерски генерисане слике генерисане у двије перспективе у постпродукцији), а специјални хардвер за пројекцију или наочари се користе за ограничавање видљивости сваке слике у лијевом или десном оку гледаоца. 3Д филмови нису ограничени на театрална издања; телевизијске емисије и директни видео-филмови су такође користили сличне методе, посебно након појаве 3Д телевизије и блу-реј 3Д-а.
3Д филмови постоје у некој форми од 1915. године, али су у великој мјери потиснути у индустрији филмова због скупог хардвера и процеса који су потребни за производњу и приказивање 3Д филма, као и недостатак стандардизованог формата за све сегменте индустрије забаве. Ипак, 3Д филмови су били посебно истакнути у америчкој кинематографији 1950-их, а касније су доживјели свјетски препород у 1980-им и 1990-им, вођени IMAX-овим врхунским позориштима и Дизнијевим просторима. 3Д филмови постали су све успјешнији током 2000-их, достигавши врхунац успјеха 3Д презентацијом Аватара у децембру 2009. године, након чега су 3Д филмови поново изгубили популарност. Неки редитељи су такође преузели више експерименталних приступа у 3Д филму, међу којима је најистакнутији Жан-Лик Годар са својим филмовима 3X3D и Goodbye to Language.

## Приказивање 3Д филмова

### Анаглиф
Анаглифске слике биле су најстарији метод представљања позоришног 3Д-а, а најчешће су повезиване са стереоскопијом од стране јавности, углавном због нетеатралних 3Д медија као што су стрипови и 3Д телевизијски преноси, где поларизација није практична. Постали су популарни због лакоће њихове производње и изложбе. Први анаглифни филм изумљен је 1915. године. Иако су најраније позоришне презентације биле изведене са овим системом, већина 3Д филмова из 1950-их и 1980-их је оригинално приказана поларизована.
У анаглифу, двије слике се преклапају у адитивном подешавању свјетла кроз два филтера, један црвени и један цијан. У подешавању субтрактивног свјетла, двије слике се приказују у истим комплементарним бојама на белом папиру. Наочаре са филтерима у боји у сваком оку одвајају одговарајуће слике тако што уклањају боју филтера и чине комплементарну боју црном.
Анаглифне слике су много лакше видљиве него паралелни стереограми виђења или укрштених очију, мада ови други типови нуде свјетло и прецизно приказивање боја, посебно у црвеној компоненти, која је пригушена или десатурирана чак и са најбољим анаглифима у боји. Компензациона техника, позната као Анахром, користи нешто транспарентнији цијан филтер у патентираним наочарима повезаним са том техником. Процес реконфигурише типичну анаглифску слику да има мање паралаксе.
Алтернатива уобичајеном систему црвеног и цијан филтера анаглифа је ColorCode 3-D, патентирани анаглифни систем који је изумљен како би представио анаглифску слику у спрези са NTSC телевизијским стандардом, у којем је црвени канал често компромитован. ColorCode користи комплементарне боје жуте и тамноплаве на екрану, а боје сочива наочара су јантарне и тамноплаве.
3Д систем поларизације је био стандард за позоришне презентације пошто је коришћен за филм Bwana Devil 1952. године, иако су ране презентације IMAX-а извршене коришћењем система помрачења, а 1960-их и 1970-их класични 3Д филмови су понекад претворени у анаглиф за специјалне филмске презентације. Систем поларизације има бољу верност боја и мање замућење од анаглифног система. У ери након педесетих, анаглиф је коришћен уместо поларизације у презентацијама карактеристика где је само део филма у 3Д као што је то у 3Д сегменту Страва у Улици брестова 6: Фреди је мртав и 3Д сегментима Деца шпијуни: Игра је готова.
Анаглиф се такође користи у штампаним материјалима и у 3Д телевизијским емисијама где поларизација није практична. 3Д поларизовани телевизори и други екрани постали су доступни код неколико произвођача у 2008. години; они генеришу поларизацију код пријемника.

### Поларизациони системи
Да би се приказала стереоскопска покретна слика, двије слике се пројектују суперпониране на исти екран преко различитих поларизујућих филтера. Гледалац носи јефтине наочаре које такође садрже пар поларизујућих филтера оријентисаних различито (у смјеру казаљке на сату/супротно од кружне поларизације или под углом од 90 степени, обично 45 и 135 степени са линеарном поларизацијом). Пошто сваки филтер пропушта само ону свјетлост која је слично поларизована и блокира другачије поларизовану свјетлост, свако око види другачију слику. Ово се користи да произведе тродимензионални ефекат приказујући исту сцену у оба ока, али приказану из мало другачијих перспектива. Пошто оба објектива имају исту боју, људи са једним доминантним оком (амблиопија), где се једно око користи више, могу да виде 3Д ефекат, претходно негиран одвајањем двије боје.
Кружна поларизација има предност у односу на линеарну поларизацију, јер гледалац не треба да држи главу усправно и поравнату са екраном да би поларизација исправно функционисала. Са линеарном поларизацијом, окретање наочара на страну доводи до тога да филтери не буду усклађени са филтерима на екрану, што узрокује да слика блиједи, а свако око лакше види супротан оквир. За циркуларну поларизацију, поларизујући ефекат ради без обзира на то како је глава посматрача поравнана са екраном, као што је нагињање бочно, или чак наопако. Лијево око ће и даље видети само слику намијењену њему, и обрнуто, без блијеђења. Ипак, 3Д кинематографски филмови су направљени да се гледају без нагиба главе, а сваки значајнији нагиб главе резултираће погрешном паралаксом и спречавањем бинокуларне фузије.
У случају RealD-а, циркуларно поларизирајући текући кристални филтер који може мијењати поларитет 144 пута у секунди налази се испред објектива пројектора. Потребан је само један пројектор, јер се слике на лијевом и десном оку приказују наизмјенично. Сони има нови систем под називом RealD XLS, који приказује истовремено кружне поларизоване слике: Један 4К пројектор (резолуција 4096×2160) приказује и 2К слике (резолуцију 2048×1080) у исто вријеме, посебан додатак објективу поларизује и пројектује слике.
Све врсте поларизације ће резултирати замрачењем приказане слике и лошијим контрастом у поређењу са не-3Д слике. Свјетлост из лампе се обично емитује као случајна колекција поларизација, док кроз поларизациони филтер пролази само дјелић свјетлости. Као резултат тога, слика на екрану је тамнија. Ово замрачење се може компензирати повећањем свјетлости извора пројектора. Ако је почетни поларизациони филтер уметнут између лампе и елемента за генерисање слике, интензитет свјетла који удара у елемент слике није већи од нормалног без поларизујућег филтера, а укупни контраст слике који се преноси на екран није погођен.

### Аутостереоскопија
У овом поступку, наочаре нису неопходне да би се видјела стереоскопска слика. Лентикуларне и паралаксне баријерне технологије укључују намијетање двије (или више) слика на истом листу, у уским, наизмјеничним тракама, и коришћењем екрана који или блокира једну од двије траке слике (у случају паралаксе баријера) или користи једнако сужена сочива која савијају траке слике и чине да изгледа да попуњава цијелу слику (у случају лентикуларних отисака). Да би се произвео стереоскопски ефекат, особа мора бити постављена тако да једно око види једну од двије слике, а друго види другу.
Обије слике се пројектују на ребрасти екран високог појачања, који рефлектује свјетлост под оштрим угловима. Да би се видјела стереоскопска слика, гледалац мора да сједи у веома уском углу који је скоро окомит на екран, ограничавајући величину публике. Лентикулар је коришћен за позоришно представљање бројних кратких филмова у Русији од 1940—1948 и у 1946. години за дугометражни филм <i>Robinson Crusoe</i>.
Иако је његова употреба у позоришним презентацијама била прилично ограничена, лентикулар је широко коришћен за различите предмете и чак се користило у аматерској 3Д фотографији. Недавна употреба укључује Fujifilm FinePix Real 3D са аутостереоскопским екраном који је објављен 2009. Остали примјери ове технологије су аутостереоскопски LCD екрани на мониторима, преносивим рачунарима, телевизорима, мобилним телефонима и уређајима за игре, као што је Nintendo 3DS.

## Утицаји на здравље
Неки гледаоци су се жалили на главобоље и напрезање очију након гледања 3Д филмова. Болест кретања, поред других здравствених проблема, је изазвана 3Д презентацијама. Једна објављена студија показује да од оних који гледају 3Д филмове, скоро 55% има различите нивое главобоља, мучнине и дезоријентације.
Постоје два примарна ефекта 3Д филма који су неприродни за људски вид: преслушавање између очију, узроковано несавршеним раздвајањем слике, и неусклађеност између конвергенције, узроковане разликом између перципираног положаја објекта испред или иза екрана и право поријекло тог свјетла на екрану.
Вјерује се да око 12% људи није у стању да правилно види 3Д слике, због различитих медицинских стања. Према још једном експерименту, до 30% људи има веома слабу стереоскопску визију која им онемогућује дубинске перцепције засноване на стерео диспаритету. Ово поништава или увелико смањује ефекте дигиталног стереа на њих.
Недавно је откривено да свака од шипки и конуса у животињским очима може да измери удаљеност до тачке на предмету који је фокусиран на одређени штап или конус. Сваки штап или конус може дјеловати као пасивни ЛИДАР (енгл. LIDAR - Light Detection and Ranging; детекција свјетлости и рангирање). Објектив бира тачку на објекту за сваки пиксел за који се мери удаљеност; то јест, људи могу да виде у 3Д сваким оком засебно. Ако мозак користи ту способност поред стереоскопског ефекта и других знакова, ниједан стереоскопски систем не може представити праву 3Д слику мозгу.
Француска Национална агенција за истраживање је финансирала је мултидисциплинарна истраживања како би разумјела ефекте гледања 3Д филмова, њихове граматике и њиховог прихватања.